# Gare de Courthézon
Gare de Courthézon vasútállomás Franciaországban, Courthézon településen.

## Vasútvonalak
Az állomást az alábbi vasútvonalak érintik:
- Párizs–Marseille-vasútvonal

## Kapcsolódó állomások
A vasútállomáshoz az alábbi állomások vannak a legközelebb:
- Gare d’Orange
- Gare de Bédarrides